# Fernando II de Aragão
Fernando II e V, chamado o Católico (Sos, 10 de março de 1452 – Madrigalejo, 23 de janeiro de 1516), foi, como Fernando II,  rei de Aragão e das Coroas Aragonesas, de 1479 até sua morte;  como Fernando V, foi rei de Castela e Leão, entre 1475 e 1504, em direito de sua esposa a rainha Isabel I. Além disso,  foi regente de sua filha Joana, em Castela e Leão, de 1508 até sua morte, e imperador titular do Império Bizantino, de 1502 a 1516. Era filho do rei João II de Aragão e sua esposa Joana Henriques.
Fernando é conhecido por ter patrocinado, juntamente com Isabel, a primeira viagem de Cristóvão Colombo ao Novo Mundo,  em 1492. No mesmo ano, o rei católico saiu vitorioso da Guerra de Granada (1482 - 1492), contra o último reino muçulmano de al-Andalus - o Emirado Nacérida de Granada -, concluindo-se assim o chamado processo de Reconquista da Península Ibérica pelos reinos cristãos.

## Biografia
Fernando nasceu em 10 de março de 1452, filho de D. João II e Joana Henriques. Por desejo da mãe, nasceu em terras aragonesas (ela se achava na Navarra, nas disputas de sucessão entre seu enteado Carlos e seu esposo, o rei João II), vindo ela até a mansão de Sada, na fronteira com a Navarra, na aldeia de Sos. Reconhecido herdeiro da coroa aragonesa por morte do irmão Carlos príncipe de Viana em 1461. Nomeado lugarteniente general ou lugar-tenente geral da Catalunha em 1462 e em 1468 rei da Sicília (Fernando II da Sicília). Já aos 16 anos de seus amores com uma dama, chamada Aldonça, nasceu seu primeiro filho, o bastardo Afonso de Aragão, futuro arcebispo de Saragoça.
Durante a guerra civil catalã de 1462 a 1472, na qual participou ativamente, ficou familiarizado com a administração de um Estado, incumbido pelo pai. Morrendo o primo, infante Afonso de Castela, em 1468, e tendo sido sua prima a infanta Isabel, meia-irmã do rei de Castela Henrique IV, reconhecida como herdeira do irmão, João II de Aragão envidou os maiores esforços para conseguir o casamento de Fernando com a princesa castelhana, que se realizou em outubro de 1469. Mas a morte de Henrique IV em 1474 provocou uma verdadeira guerra civil em Castela pois havia partidários de Isabel mas também partidários da filha de Henrique (ou não) Joana, que ficaria apelidada la Beltraneja por acreditarem ser filha do fidalgo Beltrán de La Cueva com a rainha portuguesa. Joana era apoiada por seu tio, o rei D. Afonso V de Portugal, que se casou com ela para melhor defender seus direitos. Fernando, depois de longas negociações com a receosa nobreza castelhana, foi proclamado co-regente de Castela, com os mesmos direitos que Isabel, pela chamada Concórdia de Segóvia em 1475. Tomou parte ativa na direção militar e contribuiu para a vitória, sobretudo depois da batalha de Paleagonzalo (1476). Com seu casamento uniram-se em suas pessoas os dois reinos, governados doravante como um único país, embora oficialmente separados. Tornou-se também em 1504 Fernando III de Nápoles.
Entre 1476-1477 foi administrador da Ordem de Santiago.
A guerra acabou com a derrota de Joana. Pelo Tratado de Alcáçovas (1479), Joana renunciaria ao trono em favor de Isabel e, como acordado, entrou para um convento em Coimbra. Em 1479 mesmo Fernando herdou do pai o trono de Aragão. 1479 é assim a data que se fixa para a união das duas Coroas.
Segundo a Concordia de Segovia, Fernando colaborou com Isabel no governo de Castela, encarregando-se em pessoa da política externa, sem deixar de tratar dos assuntos da Coroa de Aragão. Primeiras medidas internas: em 1480 se institucionalizou a figura do corregidor; em 1481 foi criada a Inquisição; sancionaram-se nobres rebeldes e reorganizou-se a fazenda real. Os reis iniciaram a seguir em 1481 a conquista do Reino Nacérida de Granada: foi guerra difícil, de sítio, terminada apenas em 1492 e na qual Fernando demonstrou suas qualidades militares e diplomáticas. Granada capitulou em 2 de janeiro de 1492. A conquista do último reduto muçulmano em terras da península espanhola (ver Al-Andalus) ajudou a consolidar a autoridade real.
Em Aragão, Fernando não mudou o sistema político tradicional, que dificultava a concentração de poder nas mãos do rei, e deu fim em seus Estados ao problema dos remensas catalães, com a abolição dos maus usos e a consolidação dos contratos de enfiteuse. Introduziu em Castela algumas instituições aragonesas como os consulados - o Consulado do Mar, de Burgos e os grêmios, favorecendo o desenvolvimento econômico castelhano e sobretudo o comércio da lã.
No aspecto religioso, Fernando aderiu completamente ao programa da esposa, que assentou as bases ideológicas da Espanha moderna, aceitando o espírito de cruzada e a uniformidade religiosa (decreto de expulsão dos judeus em 1492 e conversão forçada dos chamados mouriscos ou moriscos de Granada em 1503, os quais tinham visto garantidos em seus direitos de liberdade religiosa após a capitulação do reino de Granada. Por isso o papa espanhol Alexandre VI, lhes concedeu o título de Reis Católicos.

### Expansão aragonesa
A partir de 1492, Fernando centralizou as suas atividades na antiga expansão de Aragão rumo ao Oriente, sobretudo à península Itálica e ao norte da África. Pelo Tratado de Barcelona (1493), recuperou o Rossilhão e a Cerdanha, ocupados desde 1463 pela França. Na península Itálica, para se opor à intenção francesa de anexar o reino das Duas Sicílias ou de Nápoles e Sicília, organizou a "Liga Santa" em 1495, o seu primeiro grande sucesso diplomático internacional. Os êxitos de suas campanhas militares (nas quais o seu exército foi dirigido por Gonzalo Fernández de Córdoba, o Grande Capitão) e a sua própria astúcia, conseguiram expulsar a dinastia reinante dos Anjou e, em 1504, os franceses. A partir de então, Nápoles se agregou às posses do monarca.
Ainda contra a França, executou uma sábia política de alianças matrimoniais, conseguindo integrar a Castela na Europa pelo casamento de suas filhas Isabel e posteriormente Maria com Manuel I de Portugal; de seu filho João com Margarida de Áustria; de Joana (Joana I de Castela) com o arquiduque Filipe, o Formoso; e de Catarina de Aragão com Henrique VIII da Inglaterra. Isolava assim a França, que fracassou em suas intervenções na Itália.
Obteve ainda apoio na Guerra Civil de Navarra e, depois de conseguir o apoio de Pamplona, conseguiu fazer com que as Cortes de Navarra entrassem em acordo para que o Reino de Navarra se unisse à Coroa de Castela em 1515, juntando-o a seus domínios. No norte de África, mostrou-se contrário a prolongadas ocupações e restringiu as suas ações à ocupação de algumas praças-fortes no litoral do Mediterrâneo.

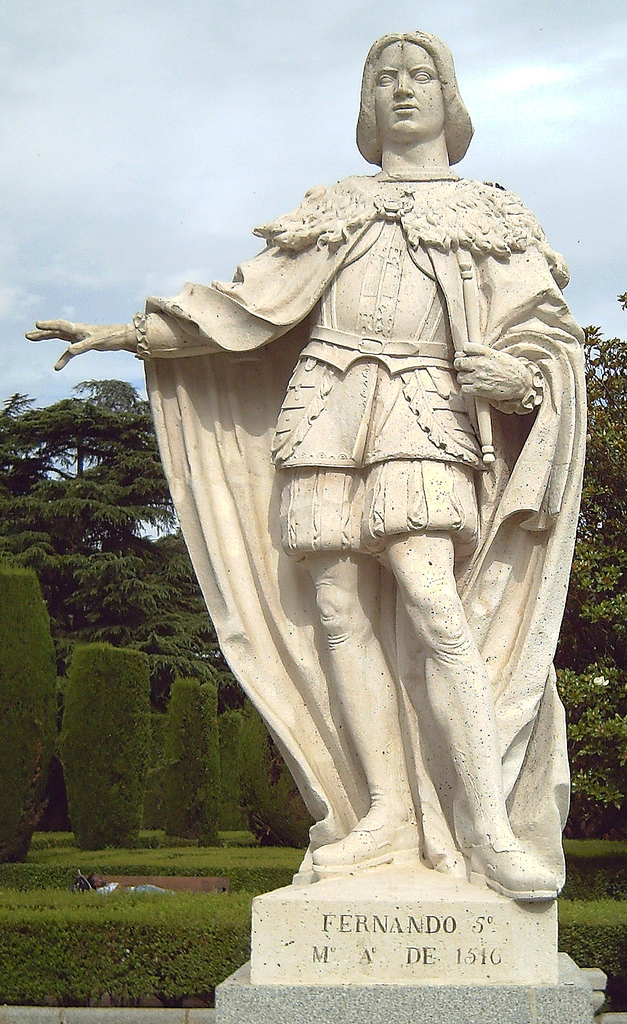
Estátua de Fernando II em Madrid (J. León, 1753).

Enquanto isso, o descobrimento da América por Cristóvão Colombo e a rápida ocupação e exploração do continente fortalecia a posição internacional dos Reis Católicos.
Morrendo Isabel em 1504, foi nomeado regente de Castela, mas grande parte da nobreza castelhana se aglutinou ao redor de Filipe, o Formoso, marido de sua filha Joana, fazendo com que renunciasse ao poder para evitar confronto armado. Pelo tratado intitulado Concórdia de Villafáfila (1506), Fernando se retirou para Aragão e Filipe foi proclamado rei de Castela como Filipe I.
Esperando ainda ter um herdeiro varão para herdar a coroa aragonesa, Fernando se casou em 1505 com Germana de Foix, descendente dos condes de Foix (1490-1538) e neta da rainha Leonor de Navarra. Os esforços para agradar à esposa, muitos anos mais jovem, teriam estado na origem das causas que provocariam sua morte. A morte inesperada do genro Filipe o Formoso, e a incapacidade da filha (que seria chamada Joana I a Louca) obrigaram-no a aceitar a regência castelhana em nome do neto, o futuro Carlos I de Espanha. Desta vez, entregou-se mais aos assuntos da Itália, tomando parte na Liga de Cambrai contra Veneza em 1511) e deixando entregue o governo de Castela ao Cardeal Cisneros. Em Novembro de 1511, Fernando e Henrique VIII de Inglaterra assinaram o Tratado de Westminster. No início desse ano, Fernando conquistou a metade meridional do Reino de Navarra anexada à Espanha.
No testamento, deixou todas as suas possessões ao neto, Carlos de Gand, futuro Carlos I de Espanha ou imperador Carlos V do Sacro Império Romano. Até sua chegada, pois vivia nos Países Baixos paternos, permaneceu como regente um seu filho bastardo, Afonso de Aragão, e o cardeal Cisneros, como regente de Castela. Morreu em janeiro de 1516 em Madrigalejo (Cáceres), quando se preparava para assistir ao capítulo das Ordens de Calatrava e de Alcântara no mosteiro de Guadalupe
Alguns autores defendem que Fernando serviu de inspiração à polêmica obra de Nicolau Maquiavel, O Príncipe.

## Posteridade
Dos filhos de Isabel de Castela, salientam-se Joana I de Castela e Catarina de Aragão que se casaram com membros de outras dinastias europeias e lançaram os alicerces para que o neto pudesse ser imperador: Carlos V, Imperador do Sacro-Império.
1 — Isabel de Aragão (Duenas, 1 ou 2 de outubro de 1470 — Saragoça, sepultada em Santa Isabel, Toledo, 23 de agosto de 1498). Casou em Sevilha em 18 de abril de 1490 com o príncipe Afonso de Portugal (1475-1491) infante de Portugal, filho do rei D. João II. Enviuvando, casou em 1497 em Valência de Alcântara com Manuel I de Portugal (1469-1521) o Venturoso.
2 — João de Aragão (Sevilha, 28 ou 30 de junho de 1478 — Salamanca, 4 de outubro de 1497). Príncipe das Astúrias, Príncipe de Gerona. Casou em 3 de abril de 1497 em Burgos com Margarida de Áustria ou de Habsburgo (Bruxelas 10 de janeiro de 1480 — Malines ou Mecheln, 30 de novembro de 1530), condessa da Borgonha, de Artois e do Charolais, futura Regente dos Países Baixos, filha de Maximiliano I, Imperador do Sacro Império, e Maria da Borgonha. Morreu seis meses depois do casamento, aos 19 anos. Segundo alguns cronistas «debido al exceso de fogosidad de su mujer austríaca». Margarida se casaria em 1501 com Filiberto II o Belo, Duque de Savóia.
3 — Joana I de Castela (Toledo 6 de novembro de 1479 — Tordesilhas, hoje sepultada na Capela Real da Catedral de Granada, 12 de abril de 1555). Chamada A Louca porque perdeu o controle ao enviuvar. Casou em Lille em 12 de novembro de 1496 com o conde de Flandres, arquiduque de Áustria, Filipe I, o Belo, filho de Maximiliano I de Habsburgo, Imperador do Sacro Império, e Maria da Borgonha. Joana I de Castela foi mãe de Carlos I da Espanha e Imperador do Sacro Império. Foi Co-Rainha de Castela, Leão, Astúrias e Galícia 1504-1516, Rainha de Espanha 1516.
4 — Maria (Córdova, 29 de junho de 1482 — Lisboa, sepultada em Belém, 7 de março de 1517). Casou em 30 de outubro de 1500 em Alcácer do Sal com D. Manuel I (1469-1521) o Venturoso Rei de Portugal.
5 — Catarina de Aragão (Alcalá de Henares, arredores de Madrid, 1485 — Castelo de Kimbolton, sepultada na catedral de Peterborough, 1536). Rainha da Inglaterra e Irlanda. Casada em 1501 na catedral de São Paulo, Londres com Artur Tudor, Príncipe de Gales, e após a sua morte em 1502, casou em 1509 com o seu irmão, também feito Príncipe de Gales, depois Henrique VIII de Inglaterra(1491-1547).
6 — Infante João (nascido e morto em Valladolid 1509), filho de Germaine de Foix. Príncipe de Gerona, era herdeiro dos reinos da Confederación Catalano-Aragonesa da qual seria rei, não tivesse falecido.
Deixou bastardos:
1 — de Joana Nicolau, filha de modesto oficial viúvo, no inverno 1472/73 nasceu Joana de Aragão. O pai, no primeiro testamento de 12 de julho de 1475, favoreceu financeiramente sua educação. Tentou casá-la aos 16 anos com o herdeiro da Escócia, mas descobriram sua bastardia. Casou com D. Bernardino Fernández de Velasco (?-1512), aristocrata importante, sobrinho do Cardeal Mendoza, feito duque de Frías e grande condestável de Castela, o qual construiu em Burgos o enorme palácio que hoje é a Casa do Cordão.
2 — de uma senhora Toda de Larre, biscainha de nome visigodo, nasceu Maria de Aragão (Álava, entre 1478 e 1483, morrendo em 1530). Foi freira, como a irmã caçula , no convento das monjas agostinianas de Santa Clara em Madrigal das Altas Torres, e chegou a ser priora. Jamais soube de sua condição.
3 — de uma dama portuguesa de sobrenome Pereira: Maria de Aragão (Estremadura entre 1478 e 1483, morrendo em 1548 ou 1550 em Madrigal), freira no convento das monjas agostinianas de Santa Clara em Madrigal das Altas Torres. Ali chegou a ser vigária. Jamais soube de sua condição.
4 — de Aldonza Iborra de Alamán (ó Roig de Ivorra y Alemany), que vivia na localidade de Cervera, nasceu Alonso de Aragão também chamado como Afonso de Aragão (Cervera, 1470 - Lécera, 24 de Fevereiro de 1520). Era filha de um casal ‘de cierta alcurnia local’, D. Pedro Roig e D. Aldonza de Ivorra. Mandaram-na trasladar-se com o filho a Saragoça, onde seriam acudidos. Foi casada apressadamente com um homem comum de Lérida; anulado logo o casamento por consentimento mútuo, Aldonça casou dois anos depois com um pequeno aristocrata que cedo morreu, deixando-a com situação econômica folgada. Retirada, tranquila, viveu respeitada viuvez. Fernando reconheceu o filho no verão de 1474 como bastardo seu. Arcebispo de Saragoça aos nove anos, designado por seu avô o rei João II, para substituir seu tio João (causando mesmo fricções com o papa Sisto IV, interessado em protegido seu). Administrador apostólico da diocese, tão rentável, até seus 25 anos sempre ajudava o pai, estando a seu lado. Culto, humanista típico de seu século, estreitamente ligado aos italianos, foi Arcebispo de Monreale, na Sicília, depois de Valência. Lugar-tenente do Reino e da Coroa catalã-aragonesa, tanta a confiança do pai nele. Em seu testamento o pai o nomeou governador do Reino de Aragão durante as ausências do neto Carlos de Gand (regente da Coroa Catalã-Aragonesa), mas os aragoneses não aceitaram dar-lhe senão o título de ‘curador’. Dizem que celebrou apenas uma missa em vida, e aos 16 anos. Teve sete bastardos de Ana de Gurrea (?-1527) dama de nobre linhagem.